# Малое Петровское (Волоколамский район)
Малое Петровское — деревня в Волоколамском районе Московской области России.
Относится к Теряевскому сельскому поселению, до муниципальной реформы 2006 года относилась к Теряевскому сельскому округу. Население — 4 человека (2010).

## География
Деревня Малое Петровское расположена примерно в 15 км к северо-востоку от города Волоколамска, на правом берегу небольшой реки Ольховки, впадающей в Большую Сестру (бассейн Иваньковского водохранилища), вплотную к деревне Большое Петровское. В деревне три улицы — Академическая, Малая и Нагорная. Помимо Большого Петровского рядом расположены деревни Никольское и Чеклево.

## Население
| 1890 | 1899 | 1926 | 2002 | 2006 | 2010 |
| ---- | ---- | ---- | ---- | ---- | ---- |
| 123  | ↗132 | ↗209 | ↘30  | ↘1   | ↗4   |

## История
По данным на 1890 год входила в состав Калеевской волости Клинского уезда Московской губернии, число душ составляло 123 человека.
В 1913 году в деревне насчитывалось 22 двора.
В 1917 году Калеевская волость была передана в Волоколамский уезд.
По материалам Всесоюзной переписи населения 1926 года — деревня Петровского сельсовета Калеевской волости Волоколамского уезда, проживало 209 жителей (95 мужчин, 114 женщин), насчитывалось 25 крестьянских хозяйств.
С 1929 года — населённый пункт в составе Волоколамского района Московской области.